# Alimentarium
L'Alimentarium, également appelé musée de l'alimentation, est un musée consacré à l'alimentation situé dans la ville vaudoise de Vevey, en Suisse.

## Histoire
Dès 1921, l'entreprise Nestlé installe son premier centre administratif dans un bâtiment de style néo-classique situé au bord du lac Léman. La direction de l'entreprise y reste jusqu'en 1936 et son départ pour le nouveau siège de l'entreprise qui changera encore en 1958 pour rejoindre le nouveau bâtiment ; l'immeuble originel est alors remis totalement à neuf pour accueillir un musée consacré à l'alimentation humaine qui ouvre ses portes le 21 juin 1985. Dans le cadre des 150 ans de l'entreprise Nestlé, le musée est totalement remis à neuf en 2016, avec en particulier la création d’une annexe et celle d'un jardin botanique consacré aux plantes comestibles.
Le musée est inscrit comme bien culturel suisse d'importance nationale. Il est constitué sous la forme d'une fondation de l'entreprise Nestlé et dirigé par un conseil de fondation composé de représentants de l'entreprise, du département fédéral de l'intérieur et du canton de Vaud entre autres.

## Collections
L'exposition permanente du musée est conçue sur le thème « cuisiner, acheter, manger et digérer » et présente également l'histoire de la société Nestlé. Il offre également de nombreuses expositions temporaires en relation avec l'alimentation, tels que des ateliers de cuisine ; le restaurant du musée propose également fréquemment des repas en relation avec les expositions en cours. Un espace est particulièrement réservé aux enfants de 6 à 12 ans avec des animations spéciales, tels que l'organisation de fêtes d'anniversaire.